# 南希·卡斯鲍姆
南希·兰登·卡斯鲍姆·贝克（英語：Nancy Landon Kassebaum Baker，1932年7月29日—），美国女性政治人物，曾于1978年至1997年间出任堪萨斯州联邦参议员。
1932年，南希·兰登出生于堪萨斯州托皮卡。她的父亲为原堪萨斯州州长、1936年共和党总统候选人阿尔夫·兰登。1956年，她与约翰·菲利普·卡斯鲍姆结婚，1979年离婚。她的第二任丈夫（1996年结婚）是原联邦参议员、外交官霍华德·贝克。
她是历史上第一位通过选举并任满六年任期、在当选前丈夫并非国会议员的女性参议员。